# Daniel Popovici Barcianu
Daniel Popovici Barcianu, uneori Daniil Popovici Barcianu, (n. 19 octombrie 1847, Rășinari, Imperiul Austriac – d. 16 februarie 1903, Sibiu, Austro-Ungaria), fiul lui Sava Popovici Barcianu, a fost un om de cultură și politician român transilvănean, membru în conducerea Partidului Național Român din Transilvania și unul din inițiatorii Memorandului din 1892, fapt pentru care a fost condamnat la doi ani și șase luni închisoare, executată parțial la închisoarea Vác și grațiată de împăratul Franz Josef I al Austriei.

## Publicații
- Daniel Popoviciu Barcianu, Untersuchungen über die Blüthenentwicklung der Onagraceen (teză de doctorat), Naumburg, 1874.